# Janice Felty
Janice Felty ist eine US-amerikanische Sängerin (Mezzosopran).

## Leben
Felty wurde vor allem als Interpretin zeitgenössischer Musik bekannt. Sie sang u. a. Uraufführungen und Aufnahmen von Kompositionen John Adams’, Philip Glass’, John Harbisons, Lee Hoibys, Tod Machovers, Judith Weirs  und Ellen Taaffe Zwilichs. So wirkte sie am American Repertory Theater an der Uraufführung von Philipp Glass' Ophée und Sound of a Voice mit, trat in dessen The White Raven auf und sang die Titelrolle in seiner Oper La belle et la bête. Sie war die Schweizerische Großmutter in John Adams’ The Death of Klinghoffer unter Leitung von Peter Sellars, wirkte an Francesca Zambellos Produktion von Kurt Weills Street Scene, die an der Houston Grand Opera präsentiert und am Theater des Westens gefilmt wurde und an der Aufführung von John Harbisons Motetti di Montale mit.
Außerdem trat sie auch in Johann Sebastian Bachs Magnificat und Osteroratorium mit dem Ensemble Santa Fe Pro Musica, in dessen Matthäuspassion mit den Smithsonian Chamber Players und in Kantaten mit dem Seattle Symphony Orchestra auf. In Peter Sellars' Verfilmung von Wolfgang Amadeus Mozarts Così fan tutte hatte sie die Rolle der Dorabella.
Auf dem Gebiet der klassischen Moderne übernahm sie u. a. die Rolle der Baba the Turk in Igor Strawinskys The Rake’s Progress und trat in Arnold Schoenbergs Pierrot lunaire mit dem New York Philomusica Chamber Ensemble und Leonard Bernsteins Songfest beim Oregon Festival of American Music auf. Sie arbeitete mit Orchestern wie dem National Symphony Orchestra, dem Los Angeles Philharmonic Orchestra und dem Brooklyn Philharmonic Orchestra zusammen und gastierte u. a. am Théâtre de la Monnaie, am Teatro San Carlo, an der San Francisco Opera, der Santa Fe Opera und der Washington Opera.